# Horizont Europa
Horizont Europa (englisch: Horizon Europe) ist das wissenschaftliche Nachfolgeforschungsrahmenprogramm von Horizont 2020 der Europäischen Union, unter Federführung der Europäischen Kommission. Die primären Ziele von Horizont Europa sind es, die Forschung in den Bereichen Klimawandel, der Ziele für nachhaltige Entwicklung (SDG) der Vereinten Nationen und die Wettbewerbsfähigkeit der EU zu stärken.

## Entstehungsgeschichte
2019 erarbeitete und genehmigte die Europäische Kommission Horizont Europa, das darauf abzielt, die Wissenschaftsausgaben der EU in den Jahren 2021–2027 um 50 % auf rund 100 Mrd. EUR anzuheben. Das Europäische Parlament fordert eine Erhöhung des Budgets auf 120 Mrd. EUR, um zu den Forschungsausgaben der USA und China aufzuschließen. Unabhängige Beobachter gingen davon aus, dass die endgültig genehmigte Finanzierung nach langen Verhandlungen mit dem Europäischen Parlament und den EU-Mitgliedstaaten deutlich niedriger ausfallen würden. Der EU-Kommissar Carlos Moedas hatte zusammen mit vielen Interessengruppen versucht, einen umfangreicheren EU-Wissenschaftshaushalt auszuarbeiten. Um politische Unterstützung für die Budgeterhöhung zu schaffen, wollte er amerikanische Marketing-Ideen von Moonshots nutzen, um die Forschungsanstrengungen zu bündeln und das öffentliche Interesse zu steigern.

## Programmaufbau
Die Struktur von Horizont Europa ist angelehnt an den Aufbau von Horizont 2020 und umfasst ebenfalls die drei zentralen Säulen sowie den Teil „Widening participation and strengthening the European Research Area“. Die drei Säulen spiegeln den Innovationsprozess von der Idee zum marktfähigen Produkt und damit das Leitprinzip des Programms, eine forschungs- und wissenschaftsbasierte Stärkung der globalen Wettbewerbsfähigkeit der Europäischen Union, wider.
Die verschiedenen Programmteile von Horizont Europa sind keine voneinander unabhängige Förderlinien, sondern bauen aufeinander auf, ergänzen sich und kreieren Synergien. Mit den Missionen und Partnerschaften gibt es zudem Querschnittselemente, welche Programmteile thematisch miteinander verbinden und programmübergreifende Aktivitäten fördern.

### 1. Säule „Excellent Science“
Die wissenschaftliche (Grundlagen-)Forschung auf allen Ebenen wird vorrangig in der Säule „Excellent Science“ unterstützt. Zudem werden hier die dafür erforderlichen Einrichtungen auf Weltniveau bereitgestellt. Dabei werden die themenoffenen (bottom-up) Förderprogramme innerhalb von Horizont Europa gebündelt. Darunter angesiedelt sind die Programmlinien des Europäischen Forschungsrates (European Research Council – ERC), die Marie Skłodowska-Curie Maßnahmen (Marie Skłodowska-Curie Actions – MSCA) sowie die Förderung von Forschungsinfrastrukturen (Research Infrastructures).

#### Europäischer Forschungsrat (European Research Council – ERC)
In fünf wettbewerbsorientierten Programmlinien fördert der ERC innovative Grundlagen- und Pionierforschung in Europa. Dabei wird insbesondere darauf abgezielt, dass herausragende Wissenschaftler in hohen Maße innovative oder im positiven Sinne risikobehaftete Projekte durchführen können. Dabei ist die wissenschaftliche Exzellenz sowohl des Projekts als auch des Principal Investigators (PI) das alleinige Auswahlkriterium.

#### Marie Skłodowska-Curie Actions (MSCA)
Seit 1997 gibt es als europäische Mobilitätsmaßnahmen die Marie Skłodowska-Curie Actions. Sie zielen darauf ab, die Forschenden in Forschung und Innovation in Europa in qualitativer und quantitativer Weise zu stärken, d. h. die individuelle Karriereentwicklung hin zu innovativen Forschenden zu fördern. Dabei kommt der Mobilität eine zentrale Rolle zu: es wird internationale, interdisziplinäre und intersektorale Wissenschaft/Projekte gefördert, wodurch individuelle Forschungskompetenzen erweitert und vertieft wie auch institutionelle strukturierende Effekte erzielt werden.
Gefördert werden Projekte aus der Grundlagenforschung bis hin zur Markterschließung. Zudem sind die Förderlinien für alle Forschungsbereiche offen. Es gibt fünf spezifische Förderlinien:
- Doctoral Networks (strukturierte Doktorandenausbildung)
- Staff Exchanges (Personalaustauschprogramm)
- Postdoctoral Fellowships (individuelles Forschungsprojekt)
- COFUND (Kofinanzierung von Postdoktoranden und auch Doktorandenprogrammen)
- Citizens (Öffentlichkeitswirksames Outreach-Event)

Die Marie-Skłodowska-Curie-Maßnahmen (MSCA) sind mit einem Budget von 24,9 Mrd. EUR über die gesamte Laufzeit von Horizont Europa ausgestattet.

#### Forschungsinfrastrukturen
Im Programmteil Forschungsinfrastrukturen steht die Weiterentwicklung der Europäischen Forschungsinfrastrukturlandschaft im Vordergrund. Dabei geht es zum einen um die Vorbereitungen zum Aufbau neuer Forschungsinfrastrukturen von paneuropäischem Interesse, zum anderen enthält der Programmteil auch die Förderung des Zugangs zu Forschungsinfrastrukturen und deren Services innerhalb eines verstärkt interdisziplinären Ansatzes. Außerdem wird auch die weitere Ausgestaltung der European Open Science Cloud (EOSC) in diesem Programmteil unterstützt.
Zudem ist die stärkere Anbindung der Unterstützungsmaßnahmen an gesellschaftliche Herausforderungen und Prioritäten der Kommission, wie z. B. grüne und digitale Transformation, Gesundheit sowie eine bessere Krisenresilienz von zunehmender Bedeutung innerhalb der Forschungsinfrastrukturen.

### 2. Säule „Global Challenges & European Industrial Competitiveness“
Die zweite Säule fasst die beiden Themenbereiche der aus Horizont 2020 bekannten Säulen „Industrial Leadership“ und „Societal Challenges“ in einer gemeinsamen Säule mit dem Titel „Global Challenges & European Industrial Competitiveness“ zusammen. Die themengebundenen (top-down) Ausschreibungen sind in der Struktur von sechs thematischen Clustern festgehalten:
- Health
- Culture, Creativity and Inclusive Society
- Civil Security for Society
- Digital, Industry and Space
- Climate, Energy and Mobility
- Food, Bioeconomy, Natural Resources, Agriculture and Environment

In ihnen wird die Schaffung und bessere Verbreitung neuer Erkenntnisse, Technologien und nachhaltiger Lösungen zur Stärkung der Wettbewerbsfähigkeit der europäischen Industrie gebündelt, um zur Bewältigung der großen gesellschaftlichen Herausforderungen beitragen zu können. Die Ziele der Maßnahmen orientieren sich dabei an der Agenda 2030 der Vereinten Nationen für nachhaltige Entwicklung, den Zielen für nachhaltige Entwicklung (Sustainable Development Goals – SDGs) und dem Pariser Klimaschutzübereinkommen. Die Fragestellungen werden daher nicht in getrennten thematischen Silos bearbeitet, sondern mit disziplin- und sektorenübergreifenden Ansätzen, die alle relevanten Akteure einbinden.
Die zu fördernden Maßnahmen sollen neues Wissen generieren und zur Entwicklung vom Labor zum Markt von erstklassigen Innovationen in der EU beitragen und damit den gesamten Innovationszyklus bis zum Technology Readiness Level 8 (Demonstratoren, Pilotlinien) abdecken. Neben Forschungs- und Entwicklungsaktivitäten sollen Wissenschaftskommunikation, Standardisierung, sozio-ökonomische und Nachhaltigkeitsaspekte sowie die Förderung der Geschlechtergerechtigkeit eine Rolle spielen.
Für die Ausschreibungen und Finanzierungsinstrumente im Rahmen der Cluster steht in Horizont Europa ein Budget von 53,8 Mrd. EUR zur Verfügung, dies sind rund 56 % des Gesamtbudgets.

### 3. Säule „Innovative Europe“
Eine Neuerung stellt die Säule „Innovative Europe“ dar. In ihr werden Maßnahmen gebündelt, die dezidiert die Innovationsfähigkeit der Europäischen Union stärken sollen, unter anderem auch durch eine Verbesserung der Innovationsfinanzierung. Folgende Förderinstrumente gehören dazu:
- European Innovation Council (EIC)
- European Innovation Ecosystems
- Knowledge and Innovation Communities (KICs) des European Institute of Innovation and Technology (EIT)[12]

### Weiterer Programmteil „Widening Participation and Strengthening the European Research Area“
Neben den drei Säulen des Rahmenprogramms gibt es in Horizont Europa mit „Widening Participation and Strengthening the European Research Area“ einen Programmteil, der sich der Unterstützung des Europäischen Forschungsraums als Ganzem und insbesondere der Verringerung der Kluft zwischen forschungsstarken und forschungsschwächeren EU-Mitgliedstaaten widmet.

## Beteiligungsregeln und Antragstellung
An Horizont Europa können alle juristischen und natürlichen Personen teilnehmen. Eines der Ziele von Horizont Europa ist die Förderung der Zusammenarbeit von Einrichtungen aus Wissenschaft, Bildung und Industrie. Daher gelten für alle Forschungs- und Innovationsmaßnahmen sowie Innovationsmaßnahmen bestimmte Mindestbeteiligungsregeln. So sind für Kooperationsvorhaben mindestens drei voneinander unabhängige Einrichtungen aus drei verschiedenen EU-Mitgliedstaaten oder Assoziierten Staaten notwendig, darunter mindestens eine Einrichtung aus einem EU-Mitgliedstaat. Für Einzelmaßnahmen wird die Teilnahme einer Einrichtung aus einem EU-Mitgliedstaat oder Assoziiertem Staat vorausgesetzt. In den jeweiligen Arbeitsprogrammen findet man nähere Informationen.
In der Regel werden nur Einrichtungen aus den folgenden Ländergruppen gefördert:
- EU-Mitgliedstaaten,
- Staaten, die ein Assoziierungsabkommen mit der EU zur Teilnahme am Programm abgeschlossen haben, sog. Assoziierte Staaten,
- Staaten mit geringem oder mittlerem Einkommen.

Eine Liste der förderfähigen Staaten wird mit der Veröffentlichung des Arbeitsprogramms von der Europäischen Kommission zur Verfügung gestellt. Zusätzlich können in Einzelfällen auch Projektpartner aus Ländern gefördert werden, die nicht regulär förderfähig sind. Bedingung dafür ist, dass die Beteiligung des entsprechenden Partners für die erfolgreiche Durchführung des Projekts unbedingt erforderlich ist. Zwingende Gründe für die Förderung eines Partners aus einem nicht-assoziierten Drittstaat können z. B. technologischer und geografischer Natur sein.
Im jeweiligen Arbeitsprogramm und in der Ausschreibung selbst ist die Art und Höhe der Förderung definiert. Diese richtet sich vorrangig nach dem Maßnahmentyp. Förderfähige Kosten in Forschungs- und Innovationsmaßnahmen (Research and Innovation Action) werden zu 100 % erstattet. Gleiches gilt für Koordinierungs- und Unterstützungsmaßnahmen. Kosten in den etwas marktnäheren Innovationsmaßnahmen werden dagegen zu maximal 70 % erstattet. Nicht-gewinnorientierte Einrichtungen wie Hochschulen und öffentliche Forschungseinrichtungen erhalten auch „Innovation action“ eine Förderung von 100 %. Förderfähige Kosten sind zum Beispiel Personalkosten, Anschaffungskosten (wie Reisekosten, Gerätekosten usw.), Kosten für Unteraufträge oder für interne Leistungsverrechnung. Indirekte Kosten werden pauschal erstattet. Die Höhe der Pauschale beträgt 25 % der förderfähigen direkten Kosten. Im Vergleich zu Horizont 2020 können in speziellen Fällen die aktuellen indirekten Kosten berichtet werden.  In Projekten der Marie Skłodowska-Curie Actions (MSCA) wiederum und bei Ausschreibungen, für die eine Lump-sum-Förderung vorgesehen ist, erfolgt die Förderung in Form von Pauschalen pro Forschermonat bzw. pro abgeschlossenem Arbeitspaket.
Im Forschungsrahmenprogramm Horizont Europa können Projektvorschläge nur im Rahmen entsprechender Ausschreibungen eingereicht werden. Diese werden in Arbeitsprogrammen veröffentlicht, welche u. a. die thematischen und strukturellen Vorgaben, die jeweiligen Daten für Öffnung und Schließung der Ausschreibungen, die Begutachtungskriterien sowie Informationen zum vorgesehenen Budget enthalten. Während der Laufzeit eines Rahmenprogramms werden die jeweiligen Arbeitsprogramme regelmäßig aktualisiert.
Im Funding & Tenders Portal werden die Arbeitsprogramme sowie die einzelnen Ausschreibungsprogramme von der Europäischen Kommission veröffentlicht. Darüber erfolgt auch das ein- oder zweistufige Verfahren der Antragstellung. Im einstufigen Verfahren muss innerhalb der angegebenen Einreichungsfrist ein Vollantrag eingereicht werden. Beim zweistufigen Verfahren wird in der ersten Stufe eine Projektskizze eingereicht und nur im Falle einer positiven Begutachtung werden die Antragsteller eingeladen, in der zweiten Stufe einen Vollantrag einzureichen.
Die Begutachtung der eingereichten Anträge erfolgt mit Hilfe unabhängiger Experten im Rahmen eines Peer-Review-Verfahrens, welches aus verschiedenen Phasen besteht. Die Gutachter beurteilen die Anträge entsprechend der zentralen Kriterien und bewerten diese mit Punkten. Je nach Budgetsituation erhalten dann der bzw. die am höchsten bewertete(n) Projektvorschlag/-vorschläge eine Bewilligung. Die Europäische Kommission sucht laufend nach Experten der verschiedenen Bereiche für ihre Begutachtungsverfahren und bietet eine Bewerbung hierfür über das Funding & Tenders Portal an.
Nach dem Brexit im Jahr 2020 schloss das Vereinigte Königreich ein Assoziierungsabkommen mit dem Horizon-Programm. Aufgrund von Meinungsverschiedenheiten über das Nordirland-Protokoll wurde das Vereinigte Königreich jedoch für drei Jahre vom Horizon-Programm ausgeschlossen.

## Beratungsstellen in Deutschland

### EU-Referenten
Lokale Ansprechpartner für Horizont Europa findet man an den deutschen Universitäten, Fachhochschulen und Forschungseinrichtungen. Diese werden EU-Referenten genannt. Interessierte aus den jeweiligen Einrichtungen werden dort vor allem bei der Beantragung von Fördermitteln sowie bei der Durchführung von EU-Projekten unterstützt. Kommen weitere Fragen auf, wenden sich die EU-Referenten gemeinsam mit den Antragstellenden ihrer Einrichtung an die thematisch zuständige Nationale Kontaktstelle (NKS). Über den „Bundesweiten Arbeitskreis der EU-Referenten an Hochschulen in Deutschland“ tauschen sich die EU-Referenten netzwerkartig aus.

### Nationale Kontaktstellen (NKS)
Verschiedene Organisationen betreiben in Deutschland im Auftrag des Bundesministeriums für Bildung und Forschung und des Bundesministeriums für Wirtschaft und Energie ein Netzwerk sogenannter Nationaler Kontaktstellen (NKS). Diese bestehen aus Experten der jeweiligen thematischen Bereiche. Ziel der NKS ist es, Forschende und deren Organisationen in allen Belangen von Horizont Europa zu unterstützen, indem sie z. B.
- Informations- und Beratungsveranstaltungen anbieten,
- gegebenenfalls bei der Suche nach Projektpartnern behilflich sind,
- in allen Phasen der Antragstellung und Projektbeteiligung individuell beraten,
- aktuelle Informationen und Hintergrunddokumente aus dem forschungspolitischen Umfeld auswerten und aufbereiten sowie
- auf Ausschreibungen und Fristen hinweisen.

Zudem erfüllen die Nationalen Kontaktstellen auch Aufgaben für die Ministerien, in deren Auftrag sie tätig sind, z. B. in Form einer Aus- und Bewertung der verschiedenen Antragsrunden. Des Weiteren unterstützen sie die Fachreferate in den Ministerien auch bei der Vorbereitung und Durchführung der Arbeitsprogramme.

### Kooperationsstelle EU der Wissenschaftsorganisationen (KoWi)
Neben den Nationalen Kontaktstellen gibt es in Deutschland die Kooperationsstelle EU der Wissenschaftsorganisationen (KoWi), die die gemeinsame Serviceplattform der im „Verein zur Förderung der europäischen und internationalen wissenschaftlichen Zusammenarbeit e. V.“ zusammengeschlossenen großen deutschen Wissenschaftsorganisationen ist. Dabei stehen insbesondere Information, Beratung und Schulung zur Europäischen Forschungsförderung für Forschende und Administratoren an Hochschulen und Forschungseinrichtungen in Deutschland im Vordergrund. Die KoWi wird von der Deutschen Forschungsgemeinschaft (DFG) finanziert und besitzt Sitze in Bonn und Brüssel. Insbesondere in Brüssel verfügt die KoWi über gewachsene Verbindungen zu den Partnern aus Europa und den EU-Institutionen.
Die KoWi bietet begleitende und strategisch-proaktive Services „aus einer Hand“, die Forschende, Administratoren und Institutionen bundesweit ansprechen und grundsätzlich alle Stufen der Forscherkarriere, alle Instrumente des Forschungsrahmenprogramms und alle Phasen eines EU-Forschungsprojekts abdecken.

## Belege
1. ↑  Horizon Europe - the next research and innovation framework programme. Abgerufen am 5. Februar 2019 (englisch).
2. ↑  European Parliament backs bigger €120B EU research budget. Science Business, 12. Dezember 2018, abgerufen am 15. Januar 2019 (englisch).
3. ↑  Science Magazine - May 11, 2018 - page 582. Science Magazine, 11. Mai 2018, abgerufen am 15. Januar 2019 (englisch).
4. ↑  EU officials pitch ‘Horizon Europe’ as name for next research programme. Science Business, 24. April 2018, abgerufen am 15. Januar 2019 (englisch).
5. ↑  KoWi - Einführung. Abgerufen am 21. Januar 2021.
6. ↑  Policy Input. An excellent, open and inclusive Horizon Europe. European University Association, September 2020, abgerufen am 21. Januar 2021 (englisch).
7. ↑  Mission. 9. Februar 2017, abgerufen am 21. Januar 2021 (englisch).
8. ↑  EAC A3: MSCA Actions. 5. Januar 2018, abgerufen am 21. Januar 2021 (englisch).
9. ↑  KoWi - Excellent Science in den EU-Förderprogrammen. Abgerufen am 21. Januar 2021.
10. ↑  Horizont Europa. Europäische Kommission, abgerufen am 21. Januar 2021 (deutsch).
11. ↑  KoWi - Horizon Europe geordnet in sechs Clustern. Abgerufen am 21. Januar 2021.
12. ↑  KoWi - Innovationsbezogene und Programm übergreifende Querförderung. Abgerufen am 21. Januar 2021.
13. ↑  KoWi - Widening particpation and strengthening the ERA. Abgerufen am 21. Januar 2021.
14. ↑  How to calculate indirect costs in Horizon Europe? Abgerufen am 4. Juni 2021.
15. ↑  KoWi - Beteiligungsregeln & Antragstellung. Abgerufen am 22. Januar 2021.
16. ↑  Brexit Aftermath: Britain Returns to EU's Horizon Science Scheme. 10. September 2023, abgerufen am 10. September 2023 (englisch).
17. ↑  BAK - Bundesarbeitskreis der EU-Referent/innen — BAK - Bundesarbeitskreis der EU-Referent/innen. Abgerufen am 22. Januar 2021.
18. ↑  Übersicht der Nationalen Kontaktstellen - Horizont 2020. Abgerufen am 22. Januar 2021.
19. ↑  KoWi - Über KoWi. Abgerufen am 22. Januar 2021.